# Експлозија (албум Драгане Мирковић)
Експлозија је деветнаести албум Драгане Мирковић; издат је 2008. године.
Средином децембра појавила се „Експлозија”; реклама је ишла само на „ДМ САТ” телевизији, док се на телевизијама са националном фреквенцијом готово и није појављивала, осим на РТС-у пар дана после изласка албума у продају. Иако је промовисан искључиво на ДМ САТ-у, први тираж од 80.000 је распродат до Нове године. На албуму су се као бонус песме нашла два дуета, „Живот мој” са Данијелом Ђокићем и „Јачи него икад” са осталим члановима старе „петорке” Јужног ветра. „Живот мој” је издат лета 2007. године; песма је постала огроман хит иако ниједном није емитована на телевизијама са националном фреквенцијом; колики је хит говори и чињеница да на YouTube-у има преко 20 милиона прегледа. Спотови за песме „Експлозија” и „Једино моје” снимљени су у Истанбулу где је одржала и концерт. Након дуета „Живот мој” склопљен је договор да Марина Туцаковић ради нову песму за албум; тиме је обновљена сарадња која је била прекинута пре 15 година; написала је песму „Ласте” за коју је снимљен и спот у стилу „Петог елемента”, док је комплетни аутор песме „Запалићу срце” популарна певачица Емина Јаховић. Уз CD се као поклон добијао DVD са спотовима. Поред наведених песама, издвојиле су се иː „Све бих дала да си ту”, „Земљо окрени се”, „Нешто лепо”, „Славуји” и „Ти ме рани”. 

## Списак песама
1. Научи ме 
(С. Драгић - В. Петковић - А. Кобац, М. Кон)
2. Ласте 
(Хуса, М. Туцаковић - А. Кобац, М. Кон)
3. Земљо окрени се 
(А. Кобац, М. Кон - В. Петковић - А. Кобац, М. Кон)
4. Пун је град живота 
(Хуса - В. Петковић - А. Кобац, М. Кон)
5. Једино моје 
(А. Авакс - Ј. Влајковић - А. Авакс)
6. Запалићу Срце 
(X - Е. Јаховић - А. Кобац, М. Кон)
7. Нешто лепо 
(Баша - Баша - С. Марковић, А. Кобац, М. Кон)
8. Славуји 
(С. Драгић - В. Петковић - А. Кобац, М. Кон)
9. Све бих дала да си ту 
(П. Здравковић - Д. Марјановић, Миланко - П. Здравковић)
10. Експлозија 
(А. Кобац, М. Кон - В. Петковић - А. Кобац, М. Кон)
11. Ти ме рани 
(П. Здравковић - Миланко - П. Здравковић)
12. Ко је та 
(А. Авакс - Ј. Влајковић - А. Авакс)
13. Живот мој 
(Ромарио - М. Туцаковић, Љ. Јорговановић - Ромарио)
14. Јачи него икад 
(П. Здравковић - Миланко - П. Здравковић)

13. песма, дует са: Данијелом Ђокићем
14. песма, дует са: Милетом Китићем, Шемсом Суљаковић, Кемалом Маловчићем и Синаном Сакићем